# 焦菊隐
焦菊隐（1905年12月11日—1975年2月28日），原名承志，笔名居颖、居尹、亮俦，艺名菊影，后自改为菊隐，天津人，中国导演艺术家、戏剧理论家、翻译家，北京人民艺术剧院的奠基者之一。

## 生平
高祖焦有霖，为清道光年间都御史，曾祖焦祐瀛，为咸丰时期的军机大臣、御史，咸丰临终时委以重任的顧命八大臣之一。辛酉政变后，焦祐瀛被罢黜，本拟充军新疆，后缓行，以白丁身份隐居天津。此后家道中落，其孫焦子柯（焦菊隐之父）给一个盐商当助手。
童年先在家馆接受初级教育，后入直隶省立第一模范小学。1919年考入天津唯一的一所官立中学——铃铛阁中学。在中学开始了散文诗和小说创作，陆续在《晨报》副刊等刊物上发表，后来收入《他乡》、《夜哭》两个诗集出版。
1924年毕业，被保送到北平燕京大学。在大学期间，翻译并出版印度诗人迦梨陀娑的诗剧《沙恭達羅》，意大利剧作家卡洛·哥尔多尼的喜剧《女店主》等，发表论文《论易卜生》，《论莫里哀》。1928年在燕京大学毕业前夕，和熊佛西组织了多幕话剧《蟋蟀》（熊佛西编剧）的演出，因讽刺军阀祸国殃民，而被查禁。毕业后，任北平市立二中校长。1930年就任国立北平研究院出版部秘书，兼任国立北平大学女子文理学院（原北京女子师范大学）英国小说作品讲师。
1931年9月与程砚秋筹办北平戏曲专科学校（后改名为中华戏曲专科学校），任第一届校长。在他主持校务期间，对戏曲教育进行了改革，如实行男女合校体制；在戏曲和音乐传统专业课程以外，还增设了中文、历史、中外史地、中国戏剧史及西洋音乐原理等课程，并对原有的传统课程提出了革新的要求。
1935年秋，赴法国留学。1938年以《今日之中国戏剧》获得巴黎大学文学博士学位后回国。在广西桂林导演了夏衍的话剧《一年间》，独立导演了曹禺剧作《雷雨》和阿英剧作《明末遗恨》等。和欧阳予倩参加桂剧改革，为著名桂剧演员尹羲改编了《雁门关》。
1942年初到四川江安国立戏剧专科学校任话剧科教授兼主任，在中国首次演出莎士比亚名著《哈姆雷特》。年底离校到重庆，在重庆中央大学和社会教育学院任教。在此期间，他翻译了高尔基的《未完成的三部曲》、贝拉·巴拉兹的《安魂曲》、聂米诺维奇-丹钦柯的《文艺·戏剧·生活》、左拉的长篇小说《娜娜》、契诃夫的《万尼亚舅舅》、《樱桃园》等；还撰写了《装置设计的基本认识》、《论灯光》、《论戏剧批评》等专论。
1946年返回北平，任北平师范大学英语系教授兼主任，导演《夜店》，获得成功。1947年底，创办了北平艺术馆，导演了话剧《上海屋檐下》（夏衍编剧）、京剧《桃花扇》（欧阳予倩编剧）。1948年北平艺术馆解散。又筹建校友剧团，并把莎士比亚的《罗密欧与朱丽叶》改编为京剧《铸情记》，由翁偶虹导演。在这一时期，他还写作了《聂米洛维奇-丹钦柯的戏剧生活》、《莫斯科艺术剧院五十周年》、《戏剧运动在今天》、《怎样‘革新'旧剧》等论文。
1949年焦菊隐就任北京师范大学文学院院长兼西语系主任。应北京师范大学音乐戏剧系主任洪深之邀，为该系学生开设了斯坦尼斯拉夫斯基体系和西洋戏剧概念等专业课。
1952年6月，北京人民艺术剧院改组成为专业话剧院，曹禺任院长，焦菊隐任第一副院长兼总导演和艺术委员会主任。在这期间焦菊隐相继导演了《龙须沟》等剧目，展示出了现实主义舞台艺术的魅力。
1956年他通过《虎符》（郭沫若编剧）的排练，进一步探索话剧向戏曲学习和舞台艺术民族化的道路。
1957年反右运动焦菊隐被定了右派，人艺主管党政的副院长赵起扬找到北京市长彭真说：“焦菊隐是可以改造的，他有才。”焦菊隐于是幸免成为右派。
1958年焦菊隐导演了名剧《茶馆》（编剧老舍）和话剧《智取威虎山》，他“一戏一格”地导演了《蔡文姬》、《三块钱国币》、《星火燎原》、《胆剑篇》、《武则天》、《关汉卿》。
1966年遭受批斗，下放劳动，离开舞台。
1975年2月28日病逝，临终关心下乡插队的女儿返城户口问题。

## 艺术成就
焦菊隐强调以导演为核心和演员一起共同创造的思想，主张演出集体必须在深入生活的基础上对剧本进行“二度创造”，在斯氏 “内心视象”的基础上提出了对表演创作中不能忽视的“心象说”，并以深入开掘和鲜明体现人物性格形象为创作目标。
焦菊隐把斯坦尼斯拉夫斯基体系的思想与中国戏曲艺术的美学原则融汇于自己的导演创造之中，逐步形成了自己的导演学派。作为这一学派的代表性剧目是《茶馆》和《蔡文姬》。
焦菊隐的论著已经编辑出版的有：《论焦菊隐戏剧理论研究》、《论焦菊隐导演学派》、《焦菊隐文集》《焦菊隐戏剧论文集》、《焦菊隐戏剧散论》。做为剧院的艺术研究专集已出版的有：《〈茶馆〉的舞台艺术》、《〈蔡文姬〉的舞台艺术》、《〈龙须沟〉的舞台艺术》等。 